# Trichoplusia brevistriata
Trichoplusia brevistriata är en fjärilsart som beskrevs av Chou och Lu 1979. Trichoplusia brevistriata ingår i släktet Trichoplusia och familjen nattflyn. Inga underarter finns listade i Catalogue of Life.